# 994년

## 연호
- 북송(北宋) 순화(淳化) 5년
- 요(遼) 통화(統和) 12년
- 일본(日本) 쇼랴쿠(正暦) 5년
- 전 레 왕조(前黎朝) 응티엔(應天) 원년

## 기년
- 북송(北宋) 태종(太宗) 19년
- 요(遼) 성종(聖宗) 13년
- 고려(高麗) 성종(成宗) 13년
- 전 레 왕조(前黎朝) 대행제(大行帝) 15년

## 사망
- 8월 25일 - 일본 36가선 가인(歌人) 후지와라노 미치노부(일본어: 藤原道信, 등원도신)
- 면천 복씨 시조 복지겸 사망. 태사에 추증됨.